# Villgöl
Villgöl är en sjö i Västerviks kommun i Småland och ingår i Marströmmens huvudavrinningsområde. Sjön är 1,7 meter djup, har en yta på 0,019 kvadratkilometer och befinner sig 33 meter över havet.